# Penge (dokumentarfilm)
|  | Denne artikel er oprettet af botten Steenthbot ud fra en ekstern database. Den kan derfor have sproglige fejl eller mangler. Denne skabelon kan fjernes efter kontrol af indholdet. |

 For alternative betydninger, se Penge (flertydig). (Se også artikler, som begynder med Penge)
Penge er en dansk dokumentarfilm fra 1954 instrueret af Henning Carlsen.